# Joseph-François Rabanis
Joseph-François Rabanis (* 1801; † 1860) war ein französischer Historiker.
Er war Professor an der Faculté des Lettrés der Universität Bordeaux und Präsident der Commission des Monuments historiques de la Gironde.
In seinem bekanntesten Werk Les Mérovingiens d’Aquitaine wies er 1856 nach, dass die Charta von Alaon, die die Abstammung der Familie des Herzogs Eudo von Aquitanien († 735) – und damit einer ganzen Reihe von Adelsfamilien des französischen Südwestens –  von den Merowingern belegen sollte, eine Fälschung des 17. Jahrhunderts ist (siehe auch: Falsche Merowinger). Seine Forschung entlarvte angeblich gesichertes Wissen zur Geschichte der Gascogne und des Königreichs Navarra als bedeutungslos.

## Werke
- Documents extraits du cartulaire de l’abbaye de la Seauve, sur le prieuré d’Exea en Aragon. In: Actes de l’Academie Nationale des Sciences Belles-Lettres et Arts de Bordeaux Pt. 1, 2 (1839) p. 313–330
- Saint-Paulin de Nôle (fragment d’histoire de Bordeaux). In: Actes de l’Academie Nationale des Sciences Belles-Lettres et Arts de Bordeaux Pt. 1, 1 (1839) p. 157–182
- Recherches sur les Dendrophores et sur les corporations Romains en général, 1841
- Notice sur Florimont, sire de Lesparre, suivie d’un précis historique sur cette seigneurie, 1843
- Itinéraire de Clément V pendant l’année qui précède son avènement au Saint-Siège, 1850, Herausgeber
- Les Mérovingiens d’Aquitaine, essai historique et critique sur la charte d’Alaon, 1856
- Clément V et Philippe-le-Bel: lettre à M. Charles Daremberg sur l’entrevue de Philippe-le-Bel et de Bertrand de Got à Saint-Jean d’Angéli; suivie du Journal de la visite pastorale de Bertrand de Got dans la province ecclésiastique de Bordeaux en 1304 et 1305, 1858
- Administration municipale et institutions judiciaires de Bordeaux pendant le moyen âge. In: Revue historique de droit français et étranger Pt. 7 (1861) p. 461–522

| Personendaten    | Personendaten            |
| ---------------- | ------------------------ |
| NAME             | Rabanis, Joseph-François |
| KURZBESCHREIBUNG | französischer Historiker |
| GEBURTSDATUM     | 1801                     |
| STERBEDATUM      | 1860                     |